# Pancho Falcato
Francisco Rojas Falcato, más conocido como Pancho Falcato, fue un bandolero chileno del siglo XIX con características peculiares. 
De profesión carnicero, poco a poco fue entrando al mundo de los ladrones de ganado, hasta que ganó una sólida reputación como tal. Sin embargo, fue su increíble capacidad para dejar en ridículo a las autoridades, lo que el pueblo rescataba de él. Dos veces se fugó del famoso presidio ambulante que había instalado el ministro Diego Portales, algo casi imposible de lograr en esos años.
Así mismo, su estilo fue diferente del de la mayoría de los bandoleros de la época, que más que violencia lo que usaba era su astucia, con la que engañaba tanto a sus víctimas como a las autoridades. Tan popular llegó a ser en el bajo pueblo, que durante la Revolución de 1851 éste salió a las calles a pedir su libertad. En ese sentido representa la contrapartida del orden social fundado por Portales, por cuanto todas sus acciones ridiculizaban abiertamente a las autoridades.
El recuerdo de Pancho Falcato sobrevivió al paso de los años en especial gracias a la novela que sobre él publicó en 1884 Francisco Ulloa, en ese entonces director de la Penitenciaría y que conocía personalmente a Falcato.